# Campionati europei di atletica leggera 1946 - Marcia 50 km
La gara di marcia 50 km maschile dei campionati europei si è tenuta il 23 agosto 1946.

## Classifica
| Pos | Atleta           | Nazione        | Time    | Note |
| --- | ---------------- | -------------- | ------- | ---- |
| 1   | John Ljunggren   | Svezia         | 4:38:20 | CR   |
| 2   | Harry Forbes     | Regno Unito    | 4:42:58 |      |
| 3   | Charles Megnin   | Regno Unito    | 4:57:04 |      |
| 4   | Oddvar Sponberg  | Norvegia       | 5:00:27 |      |
| 5   | Harry Kristensen | Danimarca      | 5:03:18 |      |
|     | Harry Olsson     | Svezia         |         | DNF  |
|     | Edgar Bruun      | Norvegia       |         | DQ   |
|     | Josef Doležal    | Cecoslovacchia |         | DQ   |